# Starzec mnich
Starzec – począwszy od starożytności chrześcijańskiej, szczególnie w tradycji wschodniej,  doświadczony mnich uczący życia duchowego nowych adeptów życia mniszego i ascezy. Tzw. starczestwo było silnym ruchem duchowym w Rosji XIX w. Starcami, którzy na trwałe wpisali się w duchowość rosyjską byli m.in. Nił Sorski oraz Serafin z Sarowa. Ważne centrum tej duchowości stanowił do wybuchu rewolucji bolszewickiej 1917 r. Klasztor Optyński  k. Kozielska. Jednym z bardziej znanych „starców” był św. Ambroży z Optiny, pierwowzór starca Zosimy w powieści Bracia Karamazow Fiodora Dostojewskiego. Żyjąc w odosobnieniu,  w pustelniach starcy ci byli celem pielgrzymek wielu ważnych osobistości w życiu społecznym lub kulturalnym. Wielu z nich zostało kanonizowanych przez Rosyjską Cerkiew Prawosławną. Tworzą oni tzw. Sobór Świętych Starców Optyńskich.